# 矢田悠祐
矢田 悠祐（やた ゆうすけ、1990年11月16日 - ）は、日本の俳優・モデルである。大阪府出身。

## 人物・略歴
趣味・特技はピアノ・バイク・歌。
2009年、文化服装学院在学中よりファッション雑誌『CHOKi CHOKi』のモデル「おしゃれキング」として、誌面ほかイベント出演などで活動した
。2012年3月にスペースクラフト・エンタテインメントに所属し、舞台『合唱ブラボー!』で俳優デビュー。
2016年、テレビアニメ『SUPER LOVERS』のオープニング曲「おかえり。」を担当し、アーティストデビュー。5月に日本コロムビアからCDが発売された。
2017年3月、ミュージカル『アルジャーノンに花束を』で舞台初主演。同年8月、スペースクラフト・エンタテインメントを退所したことを発表した。
2018年10月からSUIに所属。

## 出演

### 舞台
2012年
- 合唱ブラボー!（4月） - 美木健一 役
- 天使達-ANGELS- 俺たちは天使か!?（6月） - ウリエル 役
- ミュージカル『テニスの王子様』 - 不二周助 役 
  - SEIGAKU Farewell Party（10月）
  - 青学vs比嘉（12月 - 2013年2月）

2013年
- ミュージカル『テニスの王子様』 - 不二周助 役
  - Dream Live 2013（4月 - 5月）
  - 全国大会 青学vs氷帝（7月 - 9月）
  - 青学vs四天宝寺（12月 - 2014年3月）

2014年
- ミュージカル『テニスの王子様』  - 不二周助 役
  - 春の大運動会 2014（4月）
  - 全国大会 青学vs立海（7月 - 9月）
  - Dream Live 2014（11月）

- 超歌劇『幕末Rock』（12月） - 桂小五郎 役

2015年
- ママと僕たち よちよちフェスティバル〜もっかい!いち!に!〜（2月） - リク 役
- 遠ざかるネバーランド（3月） - 少年 役
- ドン・ドラキュラ（4月） - ノブヒコ 役
- 恋するブロードウェイ♪ vol.4（5月 - 6月）
- シアトリカルコンサート 『We are ウォンテッド!〜俺たちを捕まえろ!〜』（7月）
- 超★超歌劇『幕末Rock』（8月） - 桂小五郎 役
- 幕末太陽傳（9月）
- ミュージカル『黒執事』-地に燃えるリコリス 2015-（11月 - 12月） - チャールズ・グレイ 役

2016年
- リーディング『銀河鉄道の夜』（1月） - ジョバンニ/カンパネルラ 役
- SHOW HOUSE『GEM CLUB（ジェムクラブ）』（3月 - 4月）
- オリジナル・ミュージカル『THE CIRCUS!』 エピソード0（5月 - 6月） - ジェイク 役
- ミュージカル『王家の紋章』 （8月、帝国劇場） - ルカ 役
- 恋するブロードウェイ♪ 〜It’s festival!〜（10月）

2017年
- ミュージカル『アルジャーノンに花束を』（3月） - 主演・チャーリィ・ゴードン 役
- ミュージカル『王家の紋章』（4月8日 - 5月31日） - ルカ 役
- オリジナル・ミュージカル『THE CIRCUS!』 エピソード1 The Core（9月24日 - 10月24日） - ジェイク 役
- ミュージカル『ドッグファイト』（12月8日 - 2018年1月6日） - バーンスタイン 役

2018年
- ミュージカル『陰陽師』〜平安絵巻〜（3月9日 - 4月22日） - 大天狗 役
- オリジナル・ミュージカル『THE CIRCUS!』 エピソード2 Separation（6月17日 - 7日13日） - ジェイク 役
- ブロードウェイ・ミュージカル『ロジャース / ハート』（8月14日 - 9月15日） - ロレンツ・ハート 役
- The Silver Tassie 銀杯 （11月9日 - 25日） - バーニー・バグナル 役

2019年
- Nostalgic Wonderland♪〜song & dance show 2019〜（1月11日 - 20日）
- Broadway Showcase VOL.3  ミュージカル Red Hot and COLE （3月1日 - 27日）
- 舞台『マラソン』（5月31日 - 6月17日） - マリオ / スティーブ 役
- オリジナル・ミュージカル『THE CIRCUS!』 エピソードFINAL - （9月13日 - 10月2日） - ジェイク 役
- ミュージカル『ハムレット』 （11月） - 主演・ハムレット 役
- 恋を読むvol.2『逃げるは恥だが役に立つ』  (12月8日) - 風見涼太 役

2020年
- ホイッスル・ダウン・ザ・ウィンド〜汚れなき瞳〜 （3月7日 - 4月30日）
- ミュージカル『EDGES －エッジズ－』By Benj Pasek & Justin Paul チームCRAB公演 （6月22日 - 7月15日）※全公演中止
- STAGE GATE VR シアター vol.1 『Defiled-ディファイルド-』（7月3日・15 日・21 日・23 日） - ハリー・メンデルソン 役
- Nostalgic Wonderland♪〜song & dance show〜 2020 （8月5日 - 10日、恵比寿 ザ・ガーデンホール）
- ミュージカル『アルジャーノンに花束を』（10月15日 - 11月1日） - 主演・チャーリィ・ゴードン 役
- ミュージカル『EDGES －エッジズ－』チームBLUE （12月3日 - 6日）

2021年
- ミュージカル『BARNUM』（3月6日 - 4月2日） - トム・サム / リングマスター / ジェームス・A・ベイリー 役
- 舞台『魔法使いの約束』第1章（5月14日 - 30日） - ファウスト 役
- 恋を読む inクリエ『逃げるは恥だが役に立つ』（8月11日・18日） - 風見涼太 役
- 舞台『魔法使いの約束』第2章（11月5日 - 21日） - ファウスト 役
- BROADWAY MUSICAL『GLORY DAYS』 （9月17日 - 10月3日） - 主演・ウィリアム・レヴィンソン 役（W主演）
- conSept Musical Drama #6 ミュージカル『GREY』 (12月16日 - 26日） - 西田藍生 役

2022年
- 舞台『僕はまだ死んでない』（2月17日 - 28日） - 主人公・白井直人 役 / 幼馴染・児玉碧 役
- 舞台『魔法使いの約束』第3章（4月29日 - 5月22日） - ファウスト 役
- ミュージカル『アラバスター』（6月25日 - 7月10日） - ロック 役（捜査官）
- ライブ・スペクタクル『NARUTO-ナルト-』〜忍界大戦、開戦〜（9月17日 - 10月22日） - 薬師カブト 役
- ちびまる子ちゃん THE STAGE『はいすくーるでいず』（12月15日 - 25日） - 藤木茂（藤木君）役

2023年
- 舞台『魔法使いの約束』祝祭シリーズ Part1（2月17日 - 3月5日） - ファウスト 役
- 舞台『魔法使いの約束』祝祭シリーズ Part2（7月8日 - 7月23日）
- 本格ミステリー歌劇『46番目の密室』（10月15日 - 22日） - 有栖川有栖（）役 ※井澤勇貴とW主演
- 神戸セーラーボーイズ 定期公演 vol.1『ロミオとジュリアス』『Water me! 〜我らが水を求めて〜』（11月17日） - アフタートーク ゲスト
- リーディング『銀河鉄道の夜』（11月30日 - 12月3日） - ジョバンニ 役

2024年
- 舞台『魔法使いの約束』エチュードシリーズ Part1（6月1日 - 9日） - ファウスト 役
- 舞台『夢職人と忘れじの黒い妖精』（8月2日 - 12日） - テスタメント 役
- 舞台『4月1日』（10月5日 - 13日）
- 舞台『魔法使いの約束』エチュードシリーズ Part2（11月30日 - 12月22日） - ファウスト 役

2025年
- ミュージカル『贄姫と獣の王〜the KING of BEASTS〜』（3月14日 - 30日） - セト 役
- バロック音楽劇『ヴィヴァルディ〜四季』ドラマコンサート（5月8日 - 11日） - 主演 ※石井一孝とW主演
- 舞台『魔法使いの約束』きみに花を、空に魔法を 前編（9月6日 - 10月5日） - ファウスト 役
- 舞台『ジョーカー・ゲームIII』（11月） - 三好 役

2026年
- 楽劇『フィガロ』（1月8日 - 18日〈予定〉） - 主演・フィガロ 役
- 舞台『魔法使いの約束』きみに花を、空に魔法を 後編 - ファウスト 役

### 配信ドラマ
- バンビのアリス（2016年〈全6話〉、スマートボーイズアプリ） - 佐桐朝陽 役[79][80]

### ゲーム
- マジカルデイズ the Brats’s Parade（2016年12月7日 - 2019年1月25日、ナナシ[81]）
- 18TRIP（2024年、百目鬼潜[82]）

### テレビ
- 投稿！30秒ダンス動画選手権〜THE CIRCUS!の魅力を知ろう〜（2019年8月10日、フジテレビ）

## ディスコグラフィー

### シングル
1. おかえり。（2016年5月11日）[83]
2. 晴レ色メロディー（2017年2月8日）[84]

### タイアップ
| 曲名             | タイアップ                                       | 年     |
| ---------------- | ------------------------------------------------ | ------ |
| おかえり。       | テレビアニメ『SUPER LOVERS』オープニングテーマ   | 2016年 |
| 晴レ色メロディー | テレビアニメ『SUPER LOVERS 2』オープニングテーマ | 2017年 |

### キャラクターソング
| 発売日        | 商品名                          | 歌                                         | 楽曲                 | 備考                               |
| ------------- | ------------------------------- | ------------------------------------------ | -------------------- | ---------------------------------- |
| 2024年7月3日  | 18TRIP 'HAMA Nice Trip' -Ev3ns- | Ev3ns                                      | 「Scarlet Scars」    | ゲーム『18TRIP』オープニングテーマ |
| 2024年7月10日 | 18TRIP 'HAMA Nice Trip' -Ev3ns- | Ev3ns                                      | 「Ex-Emo」           | ゲーム『18TRIP』エンディングテーマ |
| 2024年7月31日 | 18TRIP 'グッドラック'           | HAMAツアーズ                               | 「Shall we travel?」 | ゲーム『18TRIP』エンディングテーマ |
| 2024年9月4日  | 18TRIP Omotenashi Duet! #01     | 畔川幾成（堀金蒼平）、百目鬼潜（矢田悠祐） | 「セキララ」         | ゲーム『18TRIP』関連曲             |

## 書籍

### 写真集
- Yusuke Yata（2014年、東京ニュース通信社）[85] ISBN 978-4-86336-449-3

### 雑誌
- CHOKi CHOKi（2009年 - 2014年[86]、内外出版社）専属モデル

### 関連書籍
- ニノダン+ Power of the Stage（2021年、ロングランプランニング） - ほさかようとの対談収録[87]